# Hollandia vasúttársaságainak listája

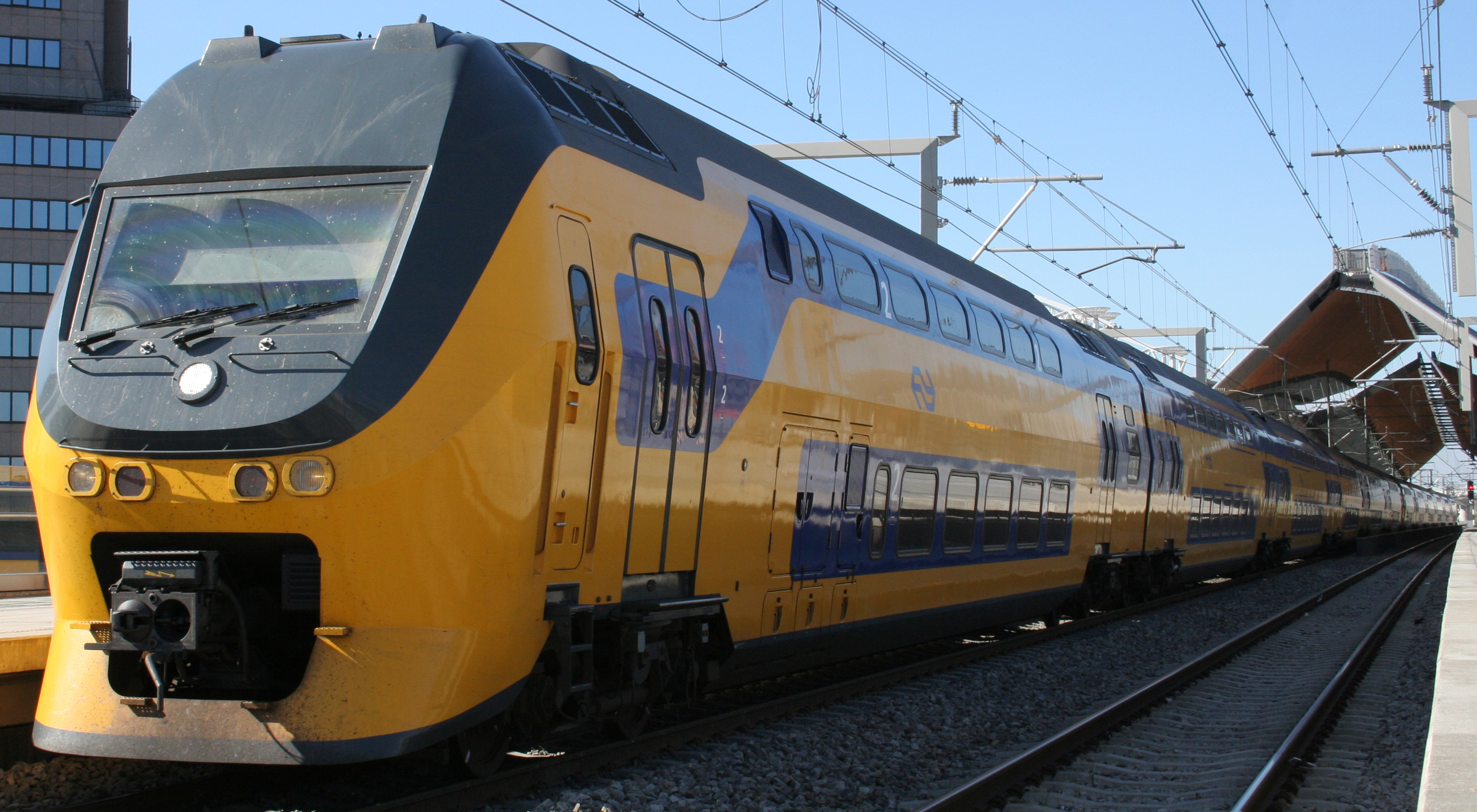
Villamos motorvonat Amszterdamban

Ez a lista a holland vasúttársaságok nevét tartalmazza.

## Vasúttársaságok
- NS - Nederlandse Spoorwegen
- ACTS - ACTS Nederland B.V.
- AN - Arriva Nederland
- CXX - Connexxion
- ERS - ERS Railways B.V.
- ITL - ITL-Benelux B.V.
- R4C - rail4chem Benelux B.V.
- RN - Railion Nederland B.V.
- RRF - Rotterdam Rail Feeding
- Shunter - Shunter Tractie B.V.
- Syntus - Syntus B.V.
- Veolia - Veolia Transport Nederland B.V.